# 維托洛
比托洛·马钦·佩雷兹（西班牙語：Víctor Machín Pérez；1989年11月2日—）是一位已退役西班牙足球運動員。在場上的位置是左边前卫和左边锋，也可以擔任前鋒。他曾先后效力于拉斯帕尔马斯与塞維利亞。曾効力西甲球隊馬德里體育會。

## 俱樂部生涯
在2017年夏季转会窗以3600百万欧元的价格转会至西甲劲旅马德里竞技。

## 團隊榮譽

### 俱樂部
馬德里體育會
- 西班牙足球甲级联赛冠軍：2020–21賽季[3]
- 欧洲联赛冠軍：2018年
- 歐洲超級盃冠軍: 2018

 西維爾
- 欧洲联赛冠軍：2014年、2015年、2016年

## 外部連結
- 維托洛在BDFutbol中的档案
- 維托洛在 National-Football-Teams.com 上的出场纪录